# Consiliul Mondial al Automobilismului FIA
Consiliul Mondial al Automobilismului FIA (în engleză: World Motor Sport Council, abreviat WMSC) este principalul organ al Federației Internaționale de Automobilism (FIA). El decide regulile și regulamentul pentru toate tipurile de curse gestionate de FIA, de la karting până la Formula 1.
Consiliul Mondial al Automobilismului se întrunește de 3 sau 4 ori pe an pentru a analiza propunerile de la specialiștii comisiilor FIA. În prezent el are 26 de membri, inclusiv președintele FIA Jean Todt și proprietarul drepturilor comerciale ale Formula 1, Bernie Ecclestone.

## Lista membrilor (2009–2013)
| Poziția              | Reprezentanță                              | Membru                           |
| -------------------- | ------------------------------------------ | -------------------------------- |
| Președinte           | Franța                                     | Jean Todt                        |
| Prim-vice-președinte | Regatul Unit                               | Graham Stoker                    |
| Vice-președinte      | Mexic                                      | José Abed                        |
| Vice-președinte      | Monaco                                     | Michel Boeri                     |
| Vice-președinte      | Noua Zeelandă                              | Morrie Chandler                  |
| Vice-președinte      | Italia                                     | Enrico Gelpi                     |
| Vice-președinte      | Spania                                     | Carlos Gracia Fuertes            |
| Vice-președinte      | Emiratele Arabe Unite                      | Mohammed Ben Sulayem             |
| Vice-președinte      | Tanzania                                   | Surinder Thatthi                 |
| Membru               | Bahrain                                    | Sheikh Abdulla Bin Isa Alkhalifa |
| Membru               | Australia                                  | Garry Connelly                   |
| Membru               | Grecia                                     | Vassilis Despotopoulos           |
| Membru               | Portugalia                                 | Luis Pinto de Freitas            |
| Membru               | Croația                                    | Zrinko Gregurek                  |
| Membru               | China                                      | Wan Heping                       |
| Membru               | Rusia                                      | Victor Kiryanov                  |
| Membru               | Republica Dominicană                       | Henry Krausz                     |
| Membru               | India                                      | Vijay Mallya                     |
| Membru               | Paraguay                                   | Hugo R. Mersan                   |
| Membru               | Cehia                                      | Radovan Novak                    |
| Membru               | Suedia                                     | Lars Österlind                   |
| Membru               | Venezuela                                  | Vicenzo Spano                    |
| Membru               | Singapore                                  | Teng Lip Tan                     |
|                      | Federația Internațională de Karting (CIK)  | Nicolas Deschaux                 |
|                      | FIA Manufacturers' Commission              | François Cornelis                |
|                      | Promotional Entity for the F1 Championship | Bernie Ecclestone                |